# Давитељ против давитеља
Давитељ против давитеља је југословенски филм снимљен 1984. године, у режији Слободана Шијана, а сценарио су писали Небојша Пајкић и Шијан. У медијима је овај филм окарактерисан као трилер комедија и као изузетно важан у каријери глумца Ташка Начића. Иако је у неколико извора окарактерисан као култни филм, на Гросмановом фестивалу филма у Љутомеру (Словенија), Шијан је, између осталог, изјавио да су му након овог филма нека „врата била затворена“, уз оцену да је „отишао предалеко“.
Југословенска кинотека у сарадњи са ВИП мобајл и Центар филмом је рестаурисала овај филм. Премијера је одржана 5. априла 2020. у 17 сати на званичном фејсбук налогу ВИП мобајл.

## Радња
У Београду се појављује још једна легенда криминала; давитељ (Ташко Начић), чије су жртве девојке које не воле каранфиле. Полицијски инспектор Огњен Страхињић (Никола Симић) покушава да реши случај, али ситуацију додатно компликују млади певач Спиридон Копицл (Срђан Шапер) који је изгледа у телепатској вези са давитељем и његова симпатија, новинарка Софија Мачкић (Соња Савић), која целој причи даје нежељени публицитет...

## Улоге
| Глумац             | Улога                     |
| ------------------ | ------------------------- |
| Ташко Начић        | Пера Митић                |
| Рахела Ферари      | Перина мајка              |
| Срђан Шапер        | Спиридон Копицл           |
| Никола Симић       | инспектор Огњен Страхињић |
| Соња Савић         | Софија Мачкић             |
| Марија Бакса       | Наталија                  |
| Павле Минчић       | Др. Добрица Копицл        |
| Радмила Савићевић  | Мица Мојсиловић           |
| Жика Миленковић    | инспектор Гане            |
| Бранислав Зеремски | Родољуб Јовановић         |
| Драгана Ћирић      | девојка                   |
| Дијана Шпорчић     | Евгенија Поспишилович     |
| Јелисавета Саблић  | Добрила Скара             |
| Бата Камени        | пљачкаш са чарапом        |
| Ђорђе Ненадовић    | Импресио Оскар            |
| Добрица Јовановић  | Софијин отац              |
| Томо Курузовић     | официр                    |
| Тошо Јелић         | Грбавац                   |

## Критике
Књига У брдима, хорори: српски филм страве аутора Дејана Огњановића, која се бави српским хорор филмом, обрађује и филм Давитељ против давитеља. Филм је окарактерисан као пародија, односно „постмодерна спрдња“. У књизи се наводи да је то први филм таквог жанра у Србији, а по квалитету и једини, јер филм Вампири су међу нама Зорана Чалића, према мишљењу аутора не заслужује чак ни детаљнију анализу. Међутим, аутор признаје да четврти Шијанов филм није постигао успех његових претходних филмова у време када се појавио, због свог „урбаног аспекта“ и „превише помереног нивоа стилизације и жанровске персифлаже“. Ипак, филм је временом достигао култни статус. У овом филму има и много више хорора, који је по мишљењу аутора књиге, највише заслуга косценаристе Небојше Пајкића. Наводе се и утицаји иностраних остварења попут филмова италијанских аутора, Хичкоковог Психа, као и других америчких трилера попут Бостонског давитеља из 1968.
Заплет је окарактерисан као мрачан и циничан. Међутим, у интервјуима, Пајкић је одбијао да прихвати да је филм по жанру комедија, па је чак и тврдио да се веома трудио да буде супротно. При томе се позивао на своје филмско искуство, стечено у садржајима филмова, које је претпоставио животном искуству. Према критичару Северину Франићу је управо то био кључни недостатак филма. По његовом мишљењу, филм Ко то тамо пева је управо зато супериорнији као „филм инспирације“, насупрот Давитељу као „филму искуства“. Додуше, исти критичар је окарактерисао Шијана као неприкосновеног професионалца, али сматра да је овим филмом прешао границу и дистанцирао се од сопствене „филмофилске и синематичке сензибилности“.
Према Огњановићу, инспирација за едиповски лик Пере Митића несумњиво потиче од класичног психо-убице, Нормана Бејтса. Тврдњу поткрепљује особинама лика који је стидљив, сексуално инхибиран и инфантилно фиксиран на мајку. Даље наводи да је Ташко Начић беспрекоран у овој улози, чак толико да је „немогуће замислити било кога другог као првог српског (филмског) давитеља“. Такође, хвали и квалитет глуме Рахеле Ферари. Њен религиозни и луцидни лик, као и непостојање оца у тој породици је могућа алузија на филм Кери из 1976. Такође, могуће су и асоцијације са другим остварењима; готик атмосфера у породичном окружењу давитеља је налик на италијанске хороре из шездесетих, а остварена је дизајном сценографа Вељка Деспотовића, док су сцене снимљене у монохроматском, зеленкастом тону каквим се у таквим филмовима потенцирају некрофилни амбијенти. Неспособни инспектор Страхињић са танким брчићима и унезвереним погледом подсећа на инспектора Клузоа из серијала Блејка Едвардса о Пинк Пантеру (са тим што овде он, а не његов шеф, доспева у обложену собу луднице да би своје фрустрације истресао на гуменој лутки). Спиридон Копицл подсећа на ликове које је тумачио Вуди Ален у својим ранијим остварењима, док је једино лик који тумачи Соња Савић најмање профилисан и по речима аутора „танко написан и оживљен једино Соњиним идиосинкратичним маниризмом“. За разлику од претходних Шијанових филмова, споредни ликови су сведени и слабо се истичу, што је могући разлог „слабијег дејства овог филма“. Осим других филмова, на Давитеља је утицао и стрип Алан Форд, што се може уочити у сцени у којој лик дебеле сусетке „препознаје“ полицајца у цивилу. Међутим, сва та жанровска смеша на моменте делује неуједначено. Музика на моменте делује сувише бомбастично, а поједини коментари непотребни.
Сама сцена је смештена у велеград тадашњице, за разлику од руралних и паланачких претходних Шијанових остварења. Кроз филм дефилује добар део тадашњег урбаног Београда (Срђан Шапер, Која, Соња Савић, Небојша Пајкић...), али се у филму појављују и Биљана Јефтић као певаљка у кафани и Војкан Миленковић као ТВ новинар. То доприноси да се филм окреће младалачкој западњачкој култури (рокенрол, стрип, жанровски филм...), за разлику од дотадашње, социјалистичке.
Аутор признаје да је комедија могуће и најтежи жанр, али такође признаје и да се Шијан снашао прилично добро, чак и да у светским оквирима сличних филмова одскаче од просека. При томе се посебно похвално изражава о самим сценама убиства. Насиље није одбојно, већ „чврсто смештено у стилизовани контекст гротеске“. Посебно се истиче друго убиство, које се дешава под тушем, као омаж Хичкоковом „Психу“, праћено идентичним оштрим потезима виолине како их је осмислио Бернард Херман да би дочарао убадање ножем (кога овде ипак нема). Аутор признаје Шијану и храброст и иновативност.
Давитељ је поделио критичаре у Србији, али је углавном добио негативне рецензије, што није изненадило ауторе филма. Огњановић сматра да је то због тога што је филм ипак био иновативан и сами критичари нису имали неку референтну вредност са којом би га упоредили. Тако је дошло и до тога да га Мирјана Бобић и Миломир Марић упоређују са остварењима Поланског, кога Пајкић, по сопственим речима, једва и да је „респектовао”. У иностранству филм је, очекивано, прошао много боље, а приказан је и на филмском фестивалу у Сан Франциску средином осамдесетих, где је по речима једног поете доживљен као добар, духовит и упечатљив.

## Позоришна представа
Ваљевска гимназија је на манифестацији „Позоришни сусрети ученика гимназија Србије“, која се одржава у Крагујевцу 2009, извела истоимену аматерску позоришну представу и добила награде за најбољу сценографију и сценски говор. Такође, у сарадњи са овом школом, КУД „Абрашевић“ је уврстио ову представу у свечаност поводом прославе 103. године постојања.

## Културно добро
Југословенска кинотека је, у складу са својим овлашћењима на основу Закона о културним добрима, 28. децембра 2016. године прогласила сто српских играних филмова (1911—1999) за културно добро од великог значаја. На тој листи се налази и филм Давитељ против давитеља.